# Parankylopteryx tetrasticta
Parankylopteryx tetrasticta is een insect uit de familie van de gaasvliegen (Chrysopidae), die tot de orde netvleugeligen (Neuroptera) behoort. 
Parankylopteryx tetrasticta is voor het eerst wetenschappelijk beschreven door Navás in 1933.